# 눈목자달리기
눈목자달리기는 3선의 기착점에서 귀에 위치한 상대방 진영의 2선에 들어가는 행마법이다.